# West Logan (Ohio)
West Logan es un lugar designado por el censo ubicado en el condado de Hocking en el estado estadounidense de Ohio. En el Censo de 2020 tenía una población de 912 habitantes y una densidad poblacional de 960 habitantes por km². Fue incluido como CDP en el censo de 2020.

## Geografía
West Logan se encuentra ubicado en las coordenadas 39°32′17″N 82°25′43″O / 39.53806, -82.42861. Según la Oficina del Censo de los Estados Unidos,  tiene una superficie total de 0,95 km², de la cual 0,93 km² corresponden a tierra firme y 0,02 km² a agua.